# Torquata (Krater)
Torquata ist der Name eines Einschlagkraters auf dem Asteroiden (4) Vesta, der die Sonne im inneren Hauptgürtel des Asteroidengürtels umkreist. Torquata hat einen mittleren Durchmesser von circa 34,73 Kilometern.
Torquata befindet sich auf der nördlichen Halbkugel des Asteroiden, auf halbem Weg zwischen den ähnlich großen Kratern Mamilia (westlich) und Bellicia (östlich). In der Untersuchung Geologic Map of the Northern Hemisphere of Vesta Based on Dawn FC Images aus dem Jahre 2013 wird spekuliert, dass es sich bei diesen drei Kratern um ältere Krater handeln könnte.

## Benennung
Einen Eigennamen erhielt der Krater am 21. November 2012 von der Internationalen Astronomischen Union (IA). Benannt wurde der Krater nach der Vestalin Iunia Torquata (* vor 10 v. Chr.; † 55 n. Chr.) Krater auf (4) Vesta werden nach historischen Namen benannt, die in Verbindung zur römischen Göttin Vesta standen, und nach berühmten Römerinnen. Als Referenz für die Eigennamen wurde von der IA William Smiths Dictionary of Greek and Roman Biography and Mythology verwendet.
Der Asteroid (8777) Torquata hingegen war 1999 nach dem Schwarzkehlchen benannt worden, dessen wissenschaftlicher Name (Saxicola torquata) lautet.